# Christopher Glombard
Pour les articles homonymes, voir Glombard.
Christopher Glombard est un footballeur français, international martiniquais né le 5 juin 1989 à Montreuil. Il évolue au poste d'arrière latéral droit au FC Bassin d'Arcachon. Son frère Luigi est également footballeur professionnel.

## Biographie

### Carrière professionnelle
Joueur évoluant avec la réserve des Girondins de Bordeaux, il est prêté au Stade de Reims pour la saison 2010-2011. Il s'impose progressivement comme un élément clé de la formation de Ligue 2 et est définitivement transféré à Reims pour la saison 2011-2012.
En 2014 il participe avec la sélection de la Martinique à la Coupe caribéenne des nations, qualificative pour la Gold Cup 2015.
En quête de temps de jeu après deux saisons où il ne participe qu'à 23 rencontres, il est prêté sans option d'achat au Paris FC pour la saison 2015-2016.
En janvier 2017, il signe avec le Stade lavallois.
Pour la saison 2018-2019, Christopher Glombard s'engage avec le Tours Football Club, évoluant en National 1.
En juillet 2019, il signe avec le Ethnikos Achna, un club chypriote.
En juin 2021 il rejoint le FC Bassin d'Arcachon, club de R1 de la Ligue d'Aquitaine.

### Reconversion
De 2021 à 2023 il prépare et devient diplômé du DUGOS (diplôme universitaire gestionnaire des organisations sportives).
De 2023 à 2024 préparation et obtention du BEF (Brevet d’Entraîneur de Football).